# ダール川
ダール川（ダールがわ、スウェーデン語: Dalälven、ダーラ川とも表記）は、スウェーデンの中南部、ダーラナ地方とウップランド地方を流れる河川である。総延長520km、流域面積は29,000km2。スウェーデン国内では3番目に長く、流域面積は第4位の河川である。

## 地理

ダール川の流路

上流部はエステルダール川（東ダール川）とヴェステルダール川（西ダール川）の2大支流に分かれる。いずれもダーラナ地方西部、スウェーデンとノルウェーの国境付近のスカンディナヴィア山脈中部に端を発し、東ダール川の源流部はノルウェー国内のヘードマルク県にかかっている。「ダーラナ地方」という地名は、この両支流の名に由来する。
両支流は概ね並行して、スウェーデン中南部の針葉樹林帯を南東方向に流れる。東ダール川は両岸の崖が100mに達する深い氷食谷を形成し、途中でダーラナ地方の中心であるシリヤン湖へ入る。シリヤン湖付近の谷は盆地状を呈し、同湖を通過後は起伏の緩やかな森林地方を流れる。シリヤン湖の下流30km付近、ダーラナ地方南部のユールオース付近で西ダール川と合流してダール川となり、ボーレンゲを通過する。河口から70～80kmのアーヴェスタ付近で北東方向に流れを変え、イェヴレの東方やや南でボスニア湾へ流入する。アーヴェスタより下流は湖が連続し、滝となっている。
下流部の主要都市は、ボーレンゲ、ヘーデモラ、アーヴェスタなど。

## 産業

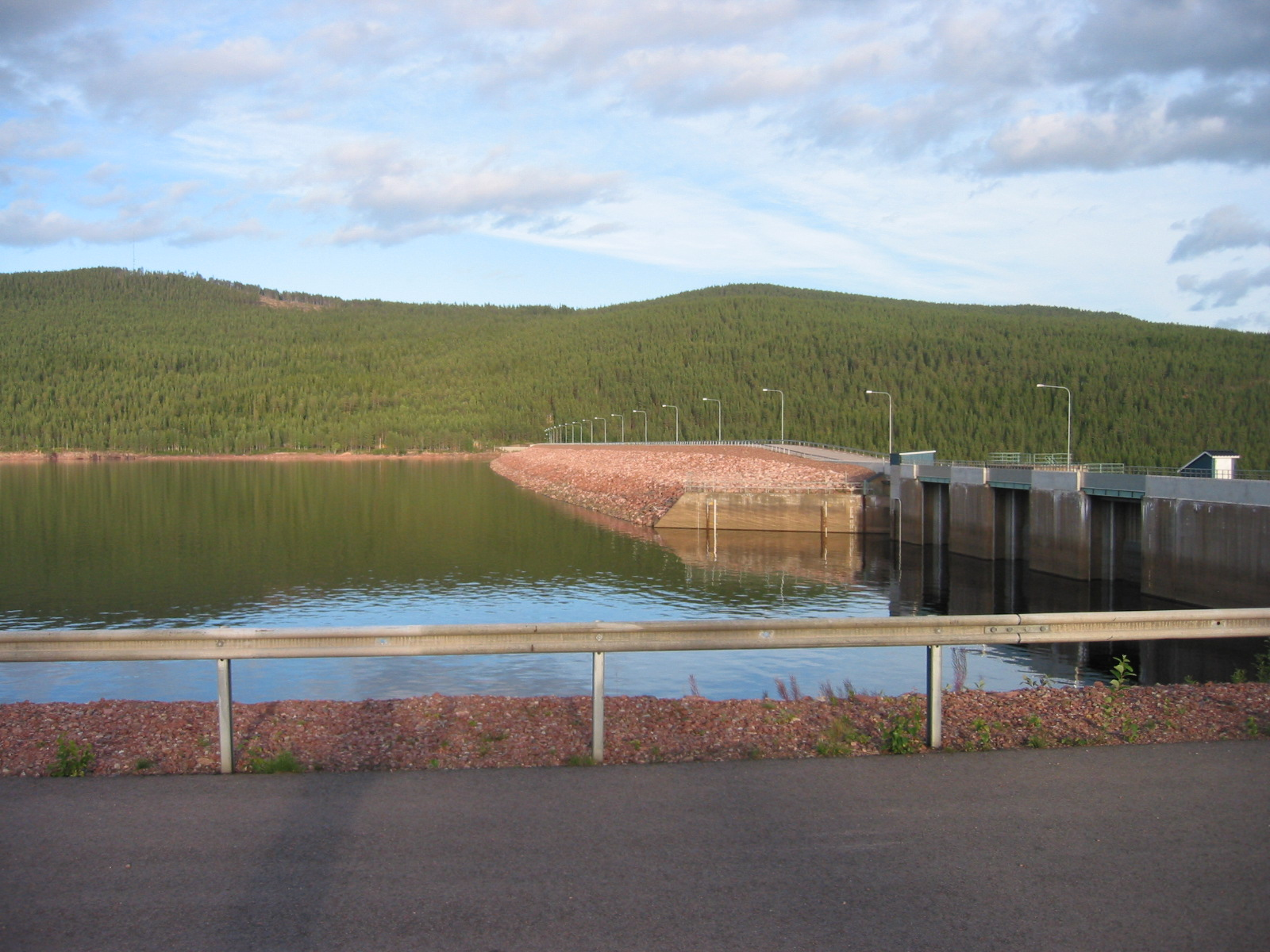
トレングスレートダム

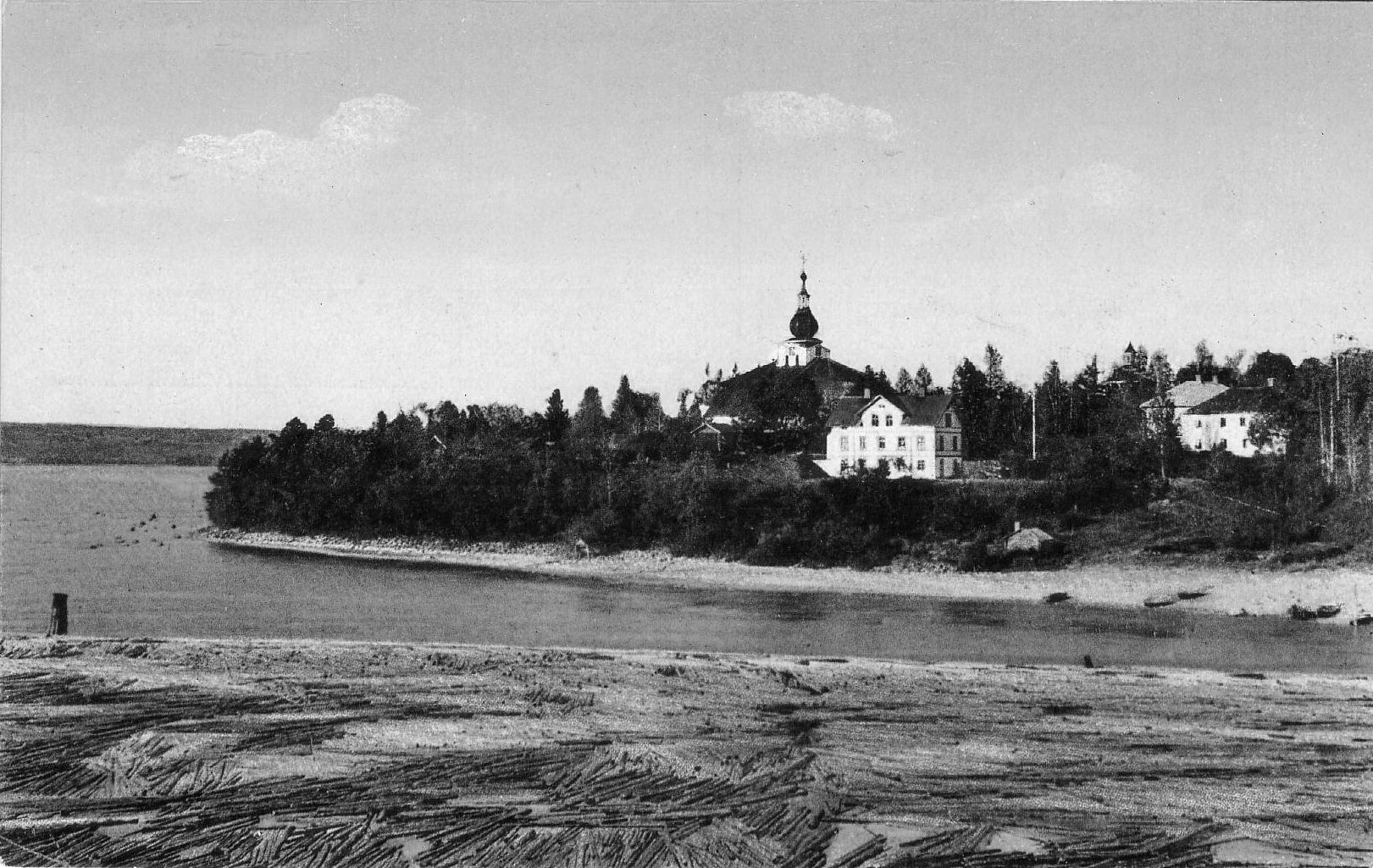
20世紀初頭に行われていた木材流送

東ダール川にはダム湖の延長が70kmに及ぶトレングスレートダムが設けられているなど水力発電が盛んである。ダール川流域には、シリヤン湖を除いても40を超える発電所と13の大規模ダムがあり、流域全体でスウェーデン国内発電量の8%を賄っている。かつては木材の筏流しの流路としても重要であった。

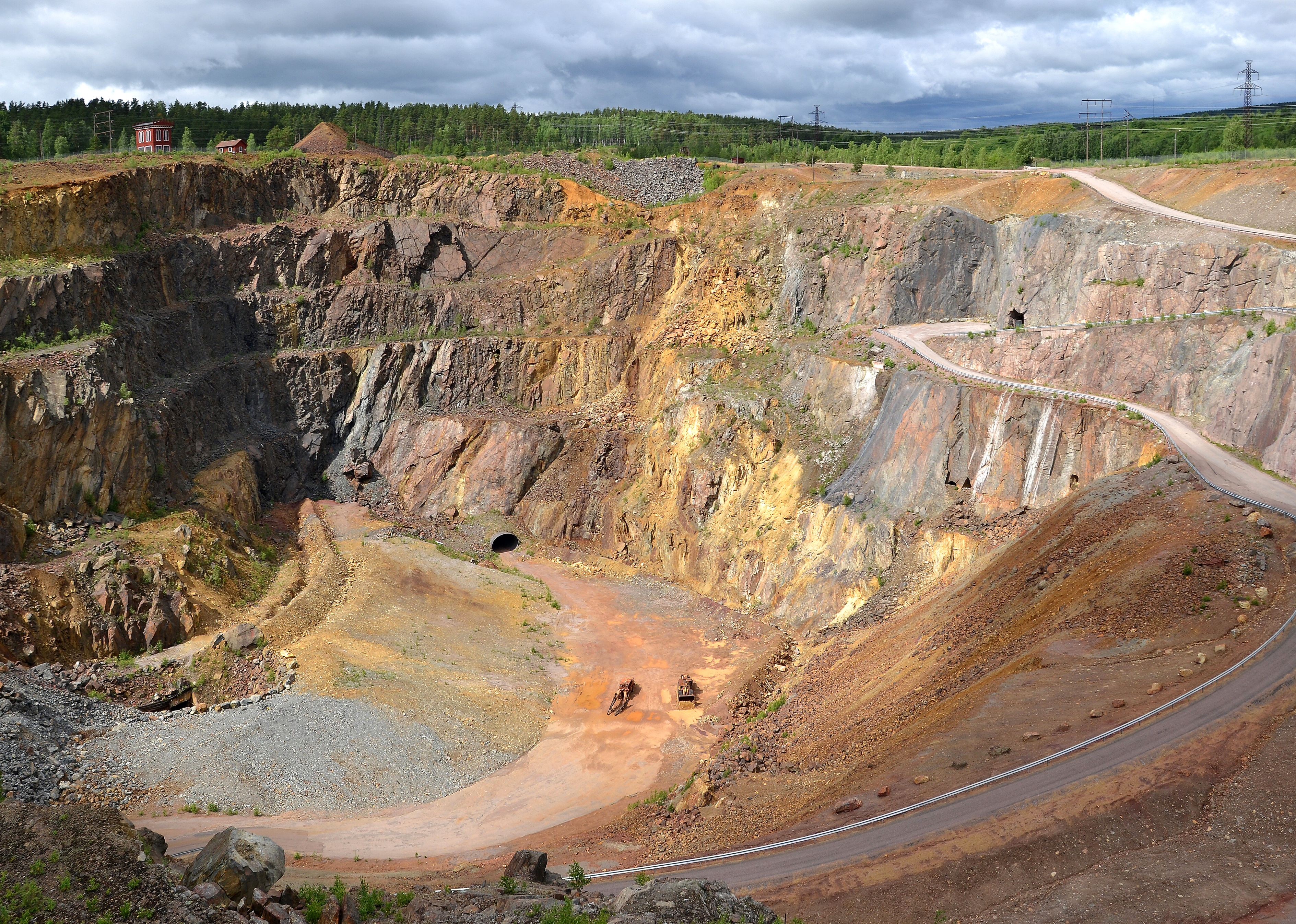
ファールンの銅山跡地

流域には銅、鉛、亜鉛、鉄などが豊富に埋蔵されており、特に銅山で栄えたファールンは、鉱山跡地が世界遺産となっている。河口から20km程度上流のサンドビーケンは世界的工具メーカーサンドビックの拠点であり、スウェーデン鋼製の切削機器の産地として発達した。シリヤン湖畔のモーラも刃物の町で、モーラ・ナイフで知られる。一方で鉱毒の問題もあり、中流以下では流域の鉱山を原因とした重金属、リンなどにより河水が汚染されている。
モーラは国際的クロスカントリースキー大会のバーサーロペットが開催される都市としても知られ、世界遺産の銅山街ファールンとともに上流域の観光地としてよく知られている。
シリヤン湖付近は重要な農業地帯となっている。下流部は滝が多く舟運には不向きである。

## 自然保護
ダール川の下流部は概ねノールランドとスヴェアランドの分布境界線をなし、両者の生物相が接触する場所となっている。この一帯はダール川下流部生物圏保護区として、2011年にユネスコの指定する生物圏保護区となっている。主にフェルネボフィエルデン国立公園からなる一帯は北方の針葉樹林とオーク、シナノキ属などからなる落葉広葉樹林地域の境界線で、森林、草地、水辺などの生態系には7種のキツツキ、フクロウ、ミサゴ、オオハクチョウなどの鳥類、多数のヘラジカ、ノロジカ、ノウサギ、テン属およびオオヤマネコ、ビーバー、カワウソ、クマなどの哺乳類、ヨーロッパツヤハダクワガタ、ヒゲナガモモブトカミキリなどの昆虫類が生息しており、オオカミ、クズリもこの地域を通過することがある。
また、本流を含む中流部のホヴラン地域と下流部のフェルネボフィエルデンには湿地が多く、それぞれラムサール条約に登録されている。スゲ属が多く生えるホヴラン湿地はオオハム、オオハクチョウ、クロヅルなどの休憩地とダイシャクシギ、ウズラクイナ、アカマシコなどの繁殖地である。フェルネボフィエルデン国立公園一帯は広く浅い湖が連なっており、泥炭地、フェン、牧草地が発達している。一帯には多くの種の鳥類と魚類のほか、スウェーデン国内で最大個体数のロシアヤブカの集団が生息している。

## 文化
スウェーデンの作家セルマ・ラーゲルレーヴによる児童文学『ニルスのふしぎな旅』にダール川が登場する。

## 画像
- 地上から見た西ダール川と東ダール川の合流点。
- アーヴェスタ付近。
- エルブカーレビー水力発電所（英語版、スウェーデン語版）。
- 河口部の衛星写真。
- 1920年代の材木輸送船。